# ニッセイワールドドキュメント
『ニッセイワールドドキュメント』（英称：Nissay World Document）は、TBSほかJNN各局で放送されたドキュメンタリー番組・紀行番組群の総称。TBSでは1987年4月から2001年3月まで放送。
日本生命の単独提供名義であったが、日本生命グループ企業のCMが放送されていた時期もある。また、下記の番組のタイトルで、提供クレジットの表示の際には共通して「ニッセイワールドドキュメント」のテロップと表示していた。

## 番組一覧
以下、特筆の無いものはいずれも毎週日曜20:00 - 20:54にて放送された番組である。
1. 日曜特集・新世界紀行（1987年4月 - 1992年3月）
2. 浪漫紀行・地球の贈り物（1994年4月 - 1996年9月）：放送時間は毎週水曜22:25 - 22:54。
3. 世界謎紀行・神々のいたずら（1996年10月13日 - 1997年9月21日）
4. 神々の詩（1997年10月12日 - 2000年3月19日）
5. 未来の瞳（2000年4月16日 - 2001年3月25日）：放送時間は毎週日曜18:30 - 19:00。

## ネット局
- 東京放送（現在：TBS、首都圏1都6県）：制作局。
- 北海道放送
- 青森テレビ
- IBC岩手放送
- 東北放送（宮城県）
- 秋田放送（日本テレビ系列）：一部作品のみ。
- テレビユー山形：1989年10月開局から。
- テレビユー福島
- テレビ山梨
- 新潟放送
- 信越放送（長野県）
- 静岡放送
- 中部日本放送（現在：CBC、愛知県・岐阜県・三重県）
- チューリップテレビ（富山県）：1990年10月開局から。
- 北陸放送（石川県）
- 福井放送（日本テレビ系列・テレビ朝日系列）：一部作品のみ。
- 毎日放送（近畿2府4県）
- 山陰放送（鳥取県・島根県）
- 山陽放送（現在：RSK山陽放送、岡山県・香川県）
- 中国放送（広島県）
- テレビ山口
- 伊予テレビ（現在：あいテレビ、愛媛県）：『浪漫紀行・地球の贈り物』から。
- テレビ高知
- RKB毎日放送（福岡県）
- 長崎放送
- 熊本放送
- 大分放送
- 宮崎放送
- 南日本放送（鹿児島県）
- 琉球放送（沖縄県）